# Nigorella
Nigorella is een geslacht van spinnen uit de familie springspinnen (Salticidae).

## Soorten
De volgende soorten zijn bij het geslacht ingedeeld:
- Nigorella aethiopica Wesolowska & Tomasiewicz, 2008
- Nigorella albimana (Simon, 1902)
- Nigorella hirsuta Wesolowska, 2009
- Nigorella manica (Peckham & Peckham, 1903)